# Rantau Pakam
Rantau Pakam is een bestuurslaag in het regentschap Aceh Tamiang van de provincie Atjeh, Indonesië. Rantau Pakam telt 872 inwoners (volkstelling 2010).